# Battaglia di Alcolea
La battaglia di Alcolea, combattuta il 28 settembre del 1868, fu uno degli scontri decisivi della rivoluzione spagnola del 1868. Alla battaglia parteciparono i rivoluzionari, comandati dal generale Francisco Serrano, e i soldati della regina di Spagna, Isabella II.
In parità di forze, la battaglia fu vinta dai rivoluzionari perché le truppe realiste rimasero ben presto senza i comandi del generale Novaliches, ferito da una scheggia di granata.
Dopo la battaglia, la regina fu costretta a scappare e a rifugiarsi in Francia.